# Egybolis vaillantiana
Egybolis vaillantiana är en fjärilsart som beskrevs av George French Angas 1849. Egybolis vaillantiana ingår i släktet Egybolis och familjen nattflyn. Inga underarter finns listade i Catalogue of Life.